# 한난체
한난체는 한국지역난방공사가 배포하는 글꼴이다.